# Leucania grammadora
Leucania grammadora är en fjärilsart som beskrevs av Dyar. Leucania grammadora ingår i släktet Leucania och familjen nattflyn. Inga underarter finns listade i Catalogue of Life.